# Wanda Klaff
 (mai 2013).
Si vous disposez d'ouvrages ou d'articles de référence ou si vous connaissez des sites web de qualité traitant du thème abordé ici, merci de compléter l'article en donnant les références utiles à sa vérifiabilité et en les liant à la section « Notes et références ».
Pour un article plus général, voir Procès du Stutthof.
Wanda Klaff (6 mars 1922 – 4 juillet 1946), née Wanda Kalacińska, était une gardienne de camp de concentration pendant la Seconde Guerre mondiale.

## Biographie

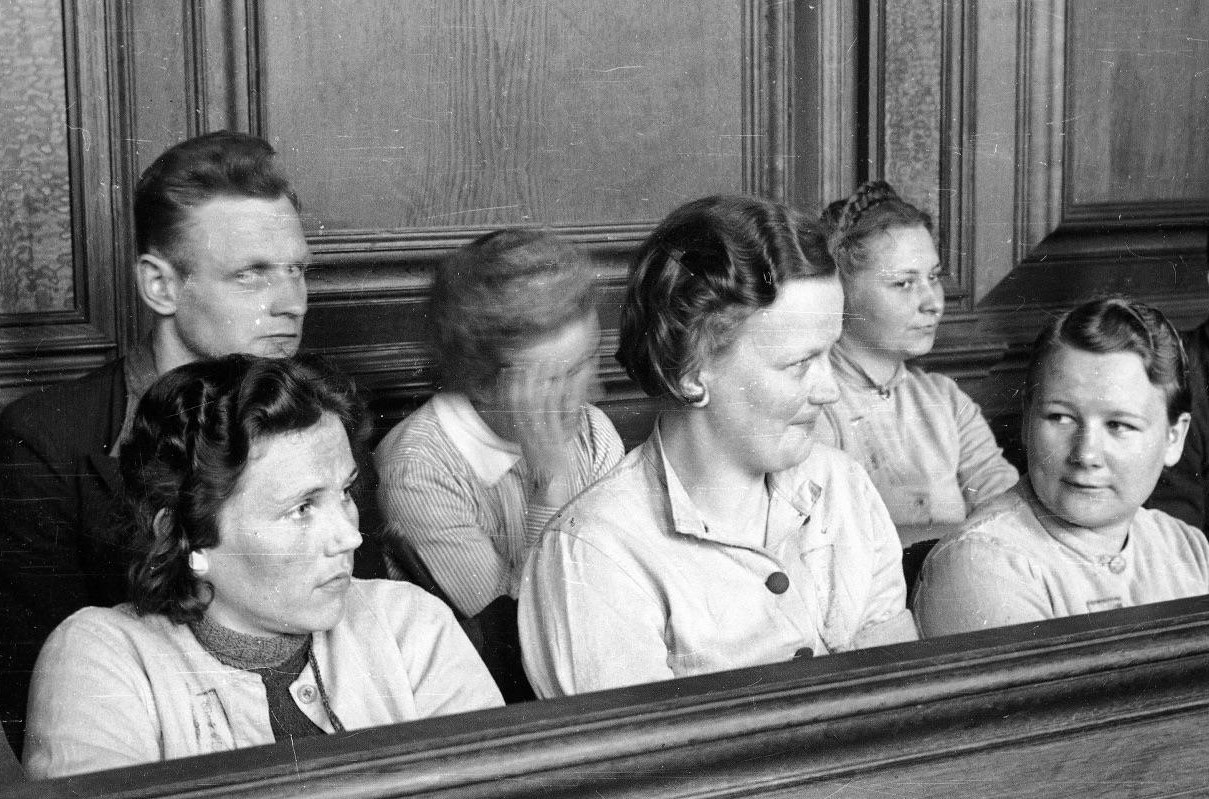
Wanda Klaff est au 1er rang, à droite.

Klaff est née à Dantzig de parents allemands sous le nom de Wanda Kalacinski. Elle termine sa scolarité en 1938 et commence à travailler dans une fabrique de confiture. Elle s'arrête de travailler en se mariant en 1942 avec Willy Gapes et devient une femme au foyer.
En 1944, Klaff rejoint le personnel du camp de concentration du Stutthof à Praust (Pruszcz). Là, elle va se livrer à des sévices sur un grand nombre de détenues. Le 5 octobre 1944, elle arrive au sous-camp du Stutthoff à Russoschin (nord de l'actuelle Pologne du nord) où elle va continuer ses sévices sadiques sur les détenues.

## Après la guerre

### Arrestation
Klaff déserte le camp tôt en 1945. Le 11 juin 1945, elle est arrêtée par la police polonaise et emprisonnée, malade de la fièvre typhoïde. Elle attendra son procès avec les autres anciennes gardiennes.

### Procès
Il paraît qu'elle déclara devant la Cour, lors de son procès :

« Je suis très intelligente et très consciencieuse dans mon travail dans les camps. Je ne battais que deux détenus chaque jour. »

Klaff fut reconnue coupable et fut condamnée à la peine de mort pour ses sévices.

### Exécution
Elle fut pendue  publiquement le 4 juillet 1946, sur la colline de Biskupia Górka près de Gdańsk (Dantzig). Elle arriva sur son lieu d’exécution sur la plateforme arrière d'un camion, fut cravatée au nœud coulant, sous sa potence et attendit. Elle fut poussée hors du camion. L'exécuteur était une femme, une ancienne déportée.

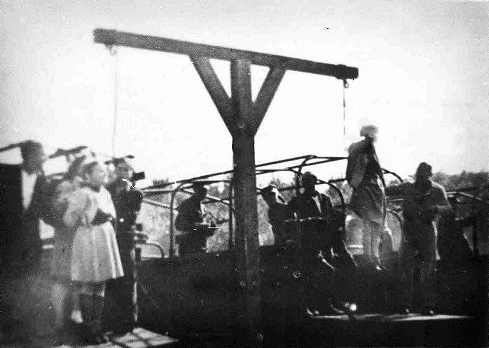
Exécutions à Biskupia Gorka executions : Wanda Klaff va être poussée hors du camion. À droite, Becker est juchée sur un tabouret.

Le sous-officier et commandant des gardiens SS Johann Pauls a été pendu au centre de la triple potence centrale, à gauche de Wanda Klaff et de Gerda Steinhoff, avec un kapo à sa droite.

## Autres accusées du camp de Stutthof
Dans l'ordre de leur suspension aux potences, de gauche vers le centre :
- Jenny-Wanda Barkmann, Aufseherin SS (première à être exécutée),
- Ewa Paradies, Aufseherin SS (dernière à être exécutée),
- Elisabeth Becker, Aufseherin SS,
- Wanda Klaff, Aufseherin SS,
- Gerda Steinhoff, Oberaufseherin SS (potence centrale, à droite du commandant
- Johann Pauls, commandant des gardiens SS.

Voir aussi procès du Stutthof

## Sources
Pour un article plus général, voir Procès du Stutthof.
- (en) Cet article est partiellement ou en totalité issu de l’article de Wikipédia en anglais intitulé « Wanda Klaff » (voir la liste des auteurs).